# Bronisław Chojnacki
Bronisław Chojnacki (przybrane nazwisko: Władysław Biłgorajski), ps. Dąbrowa, Sław (ur. 14 grudnia 1895 w Kobiernikach, zm. 6 lutego 1955 w Sierpcu) – polski nauczyciel, działacz społeczny, polityk, poseł na Sejm w II RP.

## Życiorys

### Wykształcenie
Ukończył 6-klasową średnią szkołę miejską i rządowe Kursy Pedagogiczne (1913–1914) w Płocku, tajne kursy pedagogiczne i uzupełniające Kursy Pedagogiczne Polskiej Macierzy Szkolnej (1917), zdał egzamin na nauczyciela szkół powszechnych w 1919 roku i egzamin na nauczyciela szkół średnich (w 1954 roku).

### Działalność
Od 1913 roku należał do Związku Strzeleckiego w Płocku, a od 1915 roku był członkiem POW w Drobinie i Mańkowie, w 1917 roku został komendantem POW w Zawidzu, w 1918 roku uczestniczył w rozbrajaniu wojsk niemieckich w powiecie sierpeckim. W czasie wojny polsko-bolszewickiej zgłosił się ochotniczo do Wojska Polskiego – od sierpnia do listopada 1920 roku walczył w 6 pułku piechoty Legionów i w 490 pułku piechoty, w którym walcząc był ranny.
W latach 1915–1919 był nauczycielem w Żabowie i Zawidzu, później, do 1939 roku, był nauczycielem i kierownikiem szkoły w Susku. Przyczynił się do jej rozbudowy.
Był aktywnym działaczem społecznym. W latach 1924–1935 był prezesem oddziału powiatowego ZNP w Sierpcu oraz członkiem Zarządu Okręgowego ZNP. Organizował i przez wiele lat przewodniczył Zarządowi Powiatowego Centralnego Związku Młodzieży Wiejskiej „Siew”. Był członkiem Rady Gminnej w Białyszewie, Rady Powiatowej w Sierpcu i Rady Nadzorczej Kasy Stefczyka.
Był założycielem i pierwszym prezesem koła powiatowego Związku Oficerów Rezerwy RP, prezesem koła powiatowego Związku Peowiaków i wiceprezesem zarządu powiatowego Związku Strzeleckiego w Sierpcu. W 1928–1935 pełnił funkcję prezesa Rady Powiatowej BBWR, w latach 1937–1939 był członkiem OZN. W 1936 roku organizował, a w latach 1937–1939 prezesował Radzie Towarzystwa Budowy Domu Społecznego im. Józefa Piłsudskiego (obecnie Dom Kultury) w Sierpcu. Był inicjatorem utworzenia Powiatowego Komitetu Funduszu Obrony Narodowej i 1936–1939 jego prezesem.
W 1935 roku został wybrany 29 047 głosami z listy państwowej w okręgu nr 10 obejmującego powiaty: sierpecki, rypiński i lipnowski. W kadencji tej pracował w komisji oświatowej.

### II wojna światowa i po wojnie
Po wybuchu II wojny światowej był poszukiwany przez Gestapo, ukrywał się na terenie powiatu płockiego, a od września 1941 roku pod przybranym nazwiskiem Władysława Biłgorajskiego prowadził tajne nauczanie w rejonie Grójca. Został aresztowany przez gestapo 16 marca 1943 roku i (pod tymże przybranym nazwiskiem) więziony do końca wojny kolejno w Grójcu, na Pawiaku, od 5 lipca 1943 roku w obozie koncentracyjnym Auschwitz, od 8 czerwca 1944 roku – w Ravensbrück, od 27 czerwca 1944 roku w Karlshagen-Usedom (filia obozu Ravensbrück), od 18 lutego 1945 w Barth (filia obozu Ravensbrück), od 29 marca 1945 roku w Ellrich (filia obozu Mittelbau-Dora), od 10 kwietnia 1945 roku w Bergen-Belsen.
Po wojnie przebywał w alianckich obozach przejściowych w Celle, Fallingbostel i Geesthacht. W listopadzie 1945 roku wrócił do Polski i podjął pracę nauczyciela w Sierpcu – w Szkole Powszechnej nr 2, a od 1950 roku w liceum ogólnokształcącym (gdzie był nauczycielem biologii). Był członkiem Związku byłych Więźniów Politycznych i ZNP. Nie należał do partii.
Został pochowany na cmentarzu w Sierpcu.

## Ordery i odznaczenia
- Krzyż Oficerski Orderu Polonia Restituta (1938)
- Medal Niepodległości (20 lipca 1932)[3]
- Srebrny Krzyż Zasługi (10 listopada 1933)[4]
- Krzyż POW

## Życie prywatne
Był synem Henryka (zarządcy majątku Kobierniki-Srebrna) i Władysławy z domu Kanigowskiej.
Ożenił się z Elżbietą Mieczysławą Chrapkowską (1894–1947), z którą miał trzech synów:
- Jana (ur. 1923) (płk WP, architekt, harcmistrz, twórca pieśni harcerskich, poeta i malarz),
- Jerzego (1924–1980) (założyciel zespołu ludowego i dyrektor Domu Kultury w Sierpcu),
- Zbigniewa (1927–1997) (geolog, międzynarodowy sędzia hokejowy).

W 1949 roku powtórnie ożenił się z Marią Chrapkowską (1910–1950), siostrą pierwszej żony, absolwentką warszawskiej Szkoły Architektury, komendantką Przysposobienia Wojskowego Kobiet w Sierpcu i Katowicach. Pod pseudonimem Maryla organizowała ona siatkę ZWZ-AK w Katowicach, od 1942 roku przebywała w obozie koncentracyjnym Auschwitz-Birkenau, w styczniu 1945 roku zbiegła z transportu.